# Kladóvoie
Kladóvoie - Кладовое (rus) - és un poble de l'óblast de Bélgorod, a Rússia. El 2010 tenia 241 habitants. Pertany al districte (raion) de Gubkin.